# Sima-Kraftwerk
Das Sima-Kraftwerk ist ein Speicherkraftwerk im Westen Norwegens in der Kommune Eidfjord. Es ist nach dem Kraftwerk Kvilldal das zweitgrößte Kraftwerk Norwegens und eines der größten Wasserkraftwerke Europas.

## Lage
Das Kraftwerk befindet sich am inneren Ende des Simadalsfjords, einem Seitenarm des Eidfjords, der wiederum der nordöstlichste Ausläufer des Hardangerfjordes ist. Dort sind lediglich einige oberirdische Anlagen zu sehen. Der größte Teil ist als Kavernenkraftwerk 700 Meter weit in den Fels der Nordflanke des Simatals (norw. Simadalen) gebaut. Der Auslauf des Kraftwerks mündet unterhalb der Wasserlinie aus einer steilen Felswand direkt in den Fjord.
Bei dem auf einer zirka 600 Meter hoch auf einer Terrasse über dem Simadalsfjord gelegenen Gehöft Kjeåsen befinden sich ebenfalls in Kavernen weitere Anlagenteile wie Absperrschieber, Wasserschloss und Wartungszugänge zu den Druckstollen. Hierfür wurde das einstmals sehr abgelegene Gehöft durch einen 2,5 Kilometer langen Zufahrtstunnel erschlossen.

## Geschichte
Die Vorgeschichte des Sima-Kraftwerkes geht bereits auf das Jahr 1917 zurück, als die Osa Fossekompani A/S mit dem Bau eines Wasserkraftwerks in Osa in der Kommune Ulvik begann. Die Arbeiten wurden allerdings nach acht Jahren unvollendet eingestellt.
Während des Zweiten Weltkriegs wurde das Projekt von der deutschen Besatzung, die eine Aluminiumhütte in Osa plante, wieder aufgegriffen, aber nach kurzer Zeit wiederum aufgegeben.
Im Jahre 1962 begann Statskraftverkene mit einer neuen Planung, die ein wesentlich größeres Gebiet umfassen sollte. 1968 wurde der Bauantrag eingereicht und 1973 vom norwegischen Parlament (Storting) in reduzierter Form genehmigt.
Nach siebenjähriger Bauzeit mit bis zu 1200 gleichzeitig beschäftigten Arbeitern (1977) wurde das Sima-Kraftwerk 1980 in Betrieb genommen.

## Einzugsgebiet
Das Sima-Kraftwerk bezieht sein Antriebswasser aus zwei geografisch eigenständigen Gebieten. Beide liegen am sehr niederschlags- und schneereichen Westrand der Hardangervidda und beziehen das westlich, südlich und südöstlich vom Gletscher Hardangerjøkul ablaufende Schmelzwasser mit ein. Das Wasser der beiden Einzugsgebiete treibt zwei getrennte Anlagenteile an, so dass man genaugenommen von zwei Kraftwerken spricht, die in einer gemeinsamen Turbinenhalle untergebracht sind: Lang-Sima und Sy-Sima.

### Lang-Sima
Lang-Sima bezieht sein Wasser alternativ aus den beiden nördlich gelegenen Stauseen Langavatnet, von dem sich auch der Name dieses Kraftwerkteils ableitet, und Rundavatnet über einen gemeinsamen 8 Kilometer langen Druckstollen. Dieser führt zum Absperrschieber bei Kjeåsen und besitzt eine Querschnittsfläche von 30 Quadratmetern.
Mit Hilfe mehrerer Überleitungsstollen wird im Langavatnet der obere Teil der ursprünglich zum Simatal und zum Fluss Austdøla fließenden Gewässer gesammelt. Dies beinhaltet das von der Westseite des Hardangerjøkul herabfließende Schmelzwasser.
Im Rundavatnet wird das Wasser des unteren Teils des Austdøla und über einen Stollen vom 6 Kilometer nordwestlich gelegenen See Skrulsvatnet das Wasser des Flusses Norddøla gesammelt. Dies schließt auch das Schmelzwasser einiger Firnfelder (Osaskavlen) ein.

### Sy-Sima

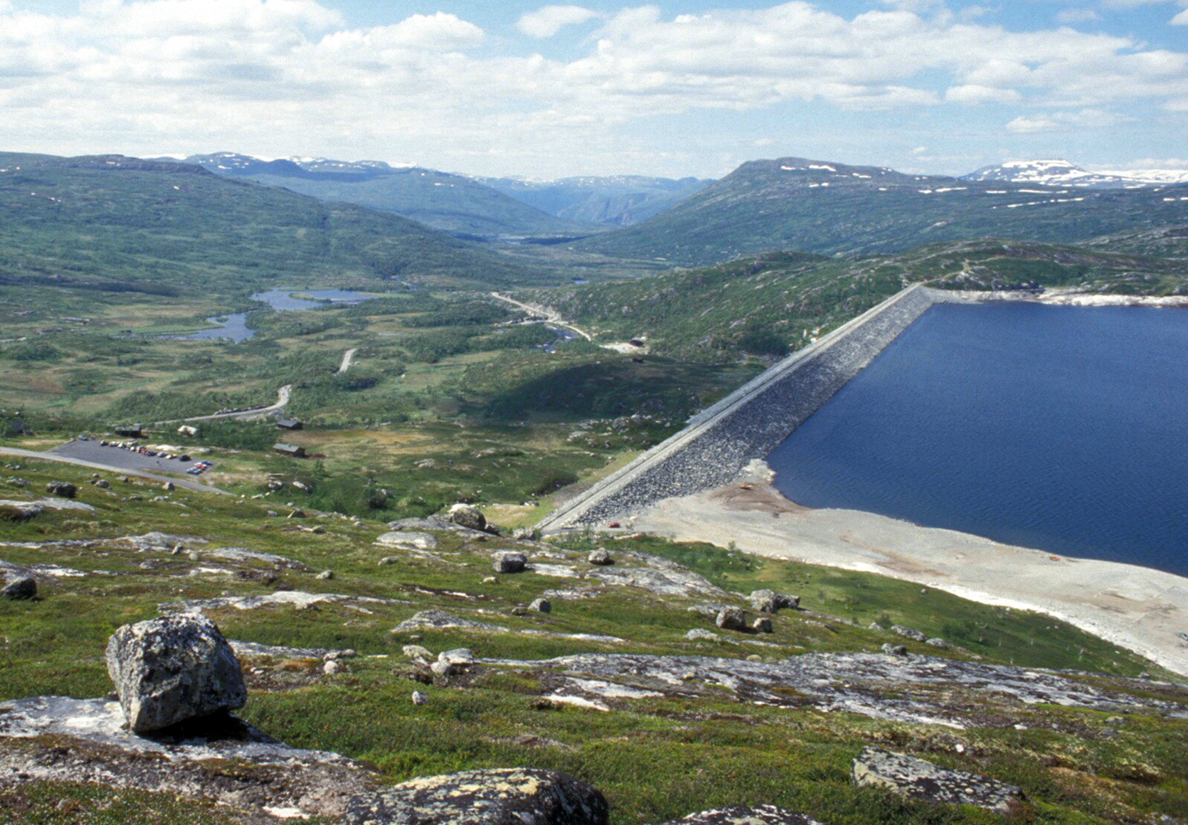
Staudamm am Sysenvatnet

Sy-Sima wird hauptsächlich aus dem Flusssystem des Bjoreio gespeist, dessen Wasser in den Stausee Sysenvatnet umgeleitet wird. Dadurch erstreckt sich das Einzugsgebiet über 20 Kilometer weit südöstlich des Sees in die Hardangervidda hinein. Der Stausee, von dessen Namen sich der Name dieses Teils des Kraftwerks ableitet, befindet sich in einem nördlichen Seitental des Bjoreio und nimmt selbst zahlreiche Schmelzwasserläufe des nördlich gelegenen Hardangerjøkuls auf.
Der Staudamm besteht aus 3,6 Millionen Kubikmetern Geröll, die Länge seiner Dammkrone beträgt 1100 Meter. Damit ist er einer der größten in Norwegen. Er liegt direkt an der von Eidfjord über die Hardangervidda nach Geilo führenden Reichsstraße 7 (Riksvei 7).
Vom Sysenvatnet wird das Wasser durch einen 14 Kilometer langen Stollen mit einer Querschnittsfläche von 35 Quadratmetern zum nordwestlich am oberen Ende des Simatals gelegenen Stausee Rembesdalsvatnet geleitet, welcher außerdem vom Schmelzwasser der östlich gelegenen Gletscherzunge Rembesdalskåka und von einigen weiteren von Norden her kommenden Bächen gespeist wird.
Vom Rembesdalsvatnet fließt das Wasser durch einen 7 Kilometer langen Druckstollen mit einer Querschnittsfläche von 52 Quadratmetern zum Wasserschloss und Absperrschieber bei Kjeåsen. Der Ausgleichsschacht des Wasserschlosses dient gleichzeitig zur Einleitung des vom oberhalb gelegenen See Kjeåsvatnet herabfließenden Wasserlaufs Åsåna.

## Kraftwerk

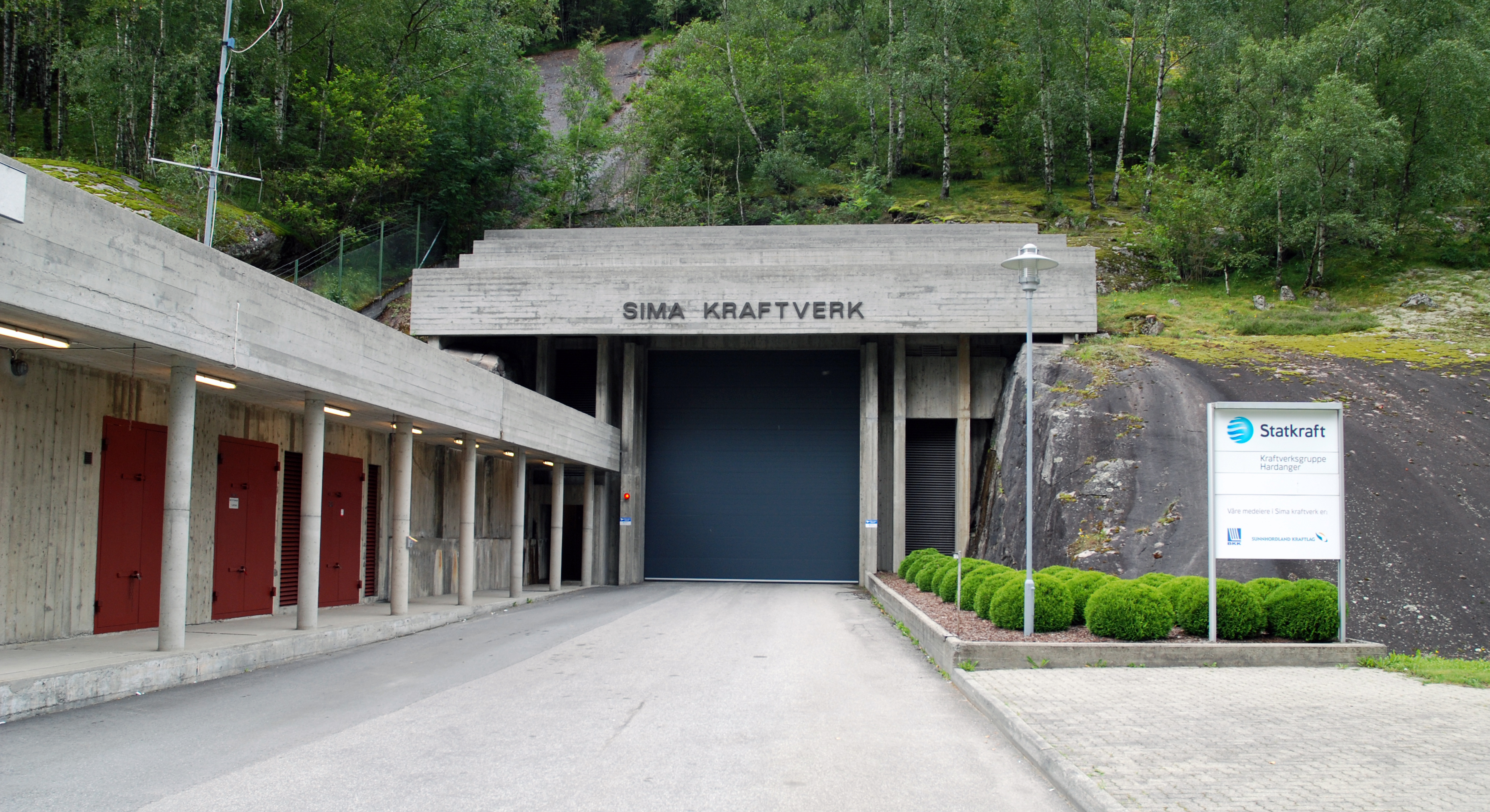
Einfahrt zum Kraftwerk

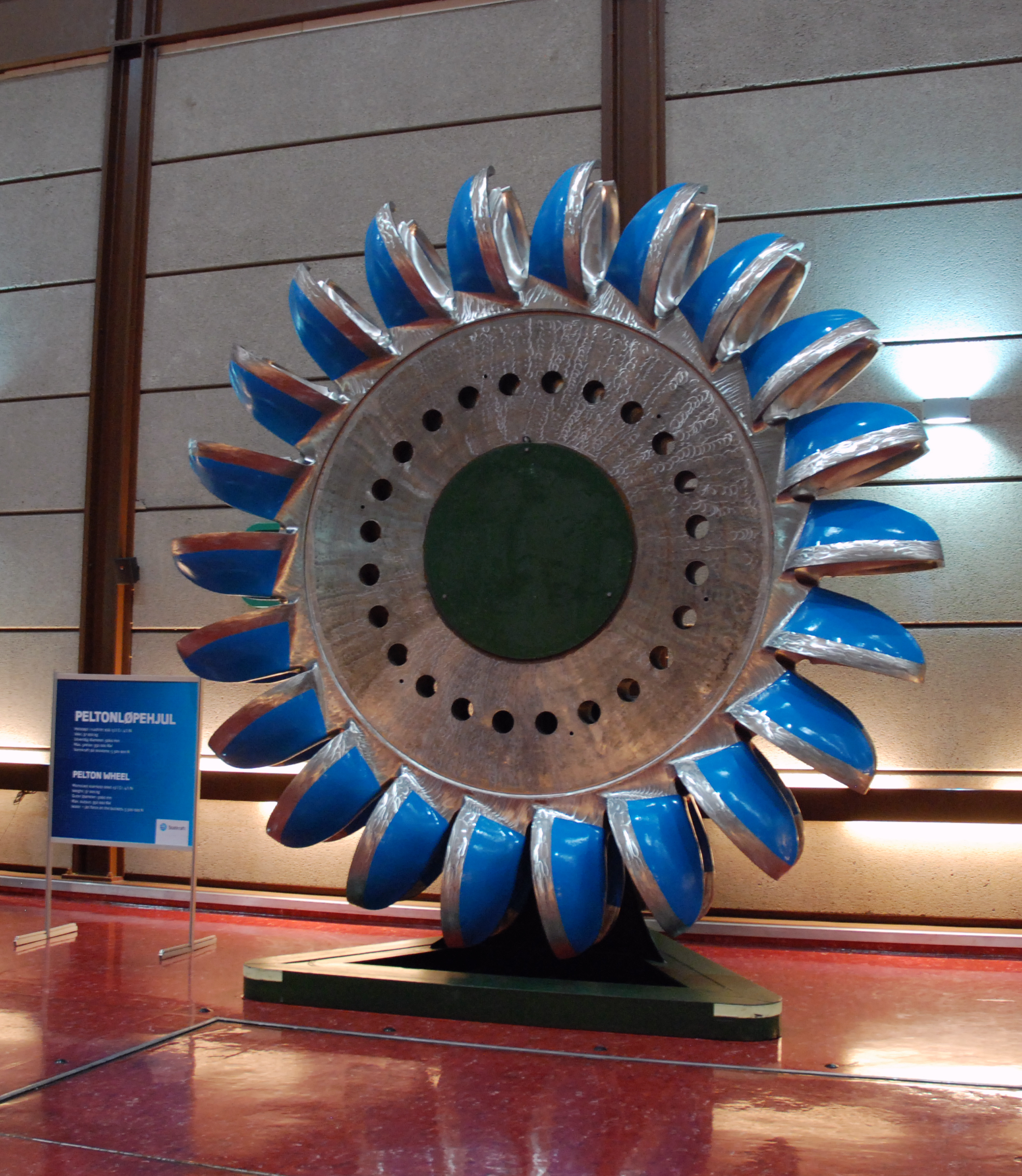
Im Kraftwerk ausgestelltes Reserveturbinenrad

Von den Schiebern bei Kjeåsen führen zwei je 850 Meter lange stahlverkleidete Druckstollen mit einem Gefälle von 1:1 zum Kraftwerk hinunter. Der Innendurchmesser der Röhre für Lang-Sima verringert sich von oben nach unten von 3,4 auf 2,75 Meter, der für Sy-Sima von 3,9 auf 3,0 Meter. Der Stahlmantel hat eine Dicke von bis zu 78 bzw. 68 Millimeter, es wurden 7500 Tonnen Stahl dafür verbaut. Am unteren Ende teilen sich die beiden Röhren in je zwei Abzweige, die jeweils als Zulauf zu einer der vier Turbinen dienen.
Die Maschinenhalle des Kraftwerkes befindet sich in einer 200 Meter langen, 20 Meter breiten und 40 Meter hohen Kaverne. Sie liegt nur wenige Meter über dem Meeresspiegel und verfügt über einen 700 Meter langen Zugangstunnel vom Grund des Simatals.
Die Bruttofallhöhe von Lang-Sima beträgt je nach aktivem Einlauf 1152 Meter vom Langvatnet bzw. 1034 Meter vom Rundavatnet. Damit werden zwei Pelton-Turbinen mit vertikaler Wellenlage und fünf Düsen angetrieben. Die beiden über den Turbinen liegenden Generatoren erbringen eine Leistung von je 250 Megawatt.
Bei Sy-Sima werden mit einer Fallhöhe von 855 Metern ebenfalls zwei Pelton-Turbinen mit vertikaler Wellenlage und fünf Düsen angetrieben. Die darüber angeordneten Generatoren erbringen je 310 Megawatt.
Das Kraftwerk hat ein jährliches Arbeitsvermögen von insgesamt 2728 GWh, davon erbringen Sy-Sima 1640 GWh und Lang-Sima 1088 GWh.
Die Steuerung und Überwachung des Kraftwerkes wird von der Betriebszentrale im zirka 100 Kilometer entfernten Sauda durchgeführt.